# Yenny Carrillo
Yenny Carrillo (sinh năm 1993) là một người mẫu và nữ hoàng sắc đẹp đến từ Colombia.

## Cuộc thi sắc đẹp
Carrilo được trao vương miện trong đêm chung kết Hoa hậu Trái Đất Colombia 2019 vào ngày 22 tháng 8 tại Nhà hát ABC ở thủ đô Bogotá.
Cô tới Manila, Philippines tham dự cuộc thi Hoa hậu Trái Đất 2019 và lọt vào Top 20. Đây là lần thứ năm liên tiếp thí sinh từ Colombia có mặt trong vòng Bán kết của cuộc thi Hoa hậu Trái Đất.